# Teiyū Ichiryūsai
Teiyū Ichiryūsai 一龍斎 貞友 (Ichiryūsai Teiyū?), nata Mie Suzuki (鈴木 三枝?, Suzuki Mie) (Osaka, 20 giugno 1958) è una doppiatrice giapponese. Inizialmente la Ichiryūsai ha lavorato con il nome Mie Suzuki (鈴木 みえ?, Suzuki Mie), che è scritto in maniera identica al suo nome di battesimo, ma con il cognome scritto in Hiragana. È rappresentata dalla Production Baobab.

## Principali ruoli interpretati
- Chibi Maruko-chan - Sumire Sakura
- Crayon Shin-chan - Masao Sato
- Captain Tsubasa e Shin Captain Tsubasa - Hikaru Matsuyama, Hanji Urabe
- Ken il guerriero - Bart
- Nintama Rantarou - Shinbei
- I cavalieri dello zodiaco - Daichi